# Parco nazionale di Wind Cave
Il parco nazionale di Wind Cave (in inglese: Wind Cave National Park) è un parco nazionale situato nel Dakota del Sud, negli Stati Uniti d'America.